# Mingalazedi-Pagode

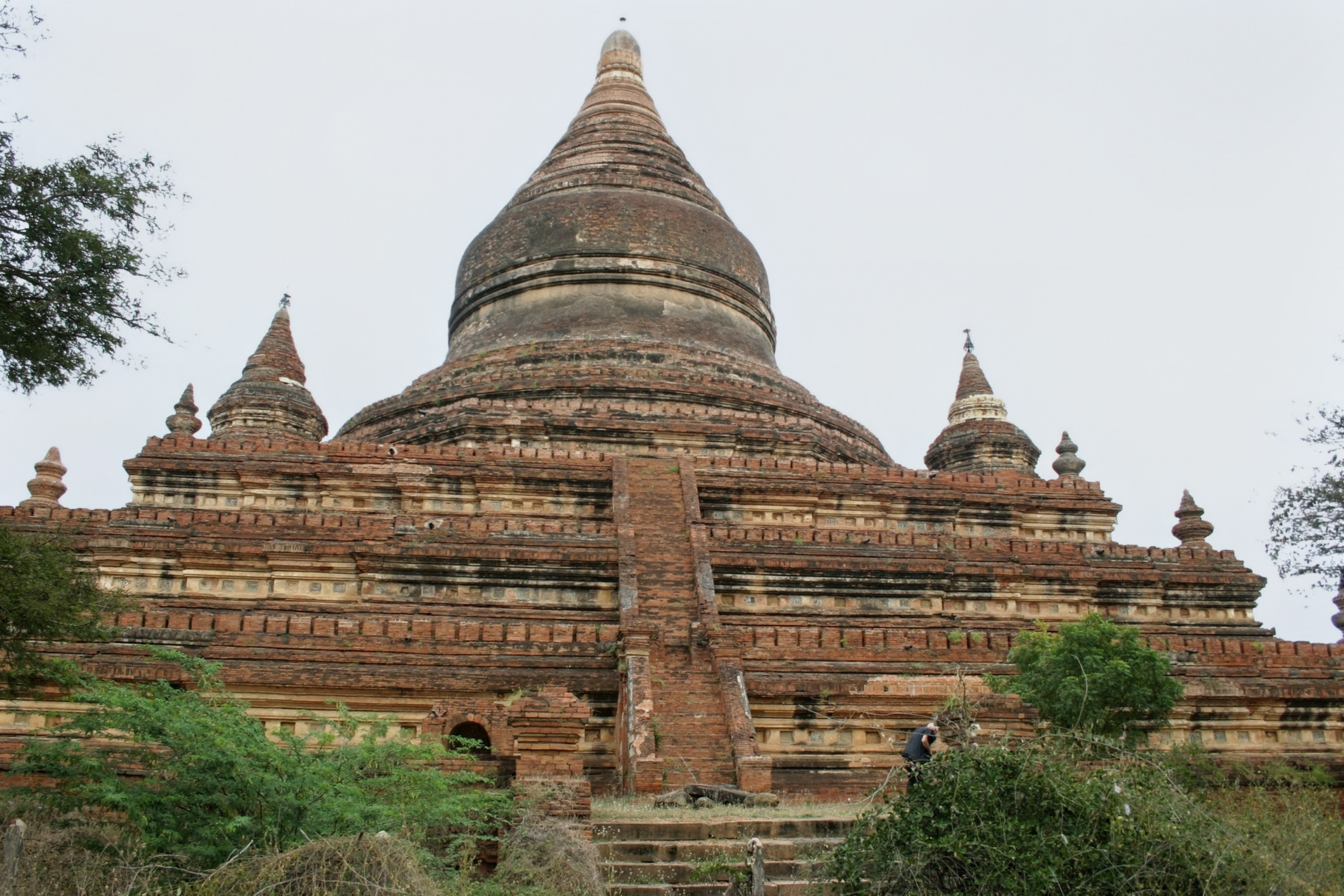

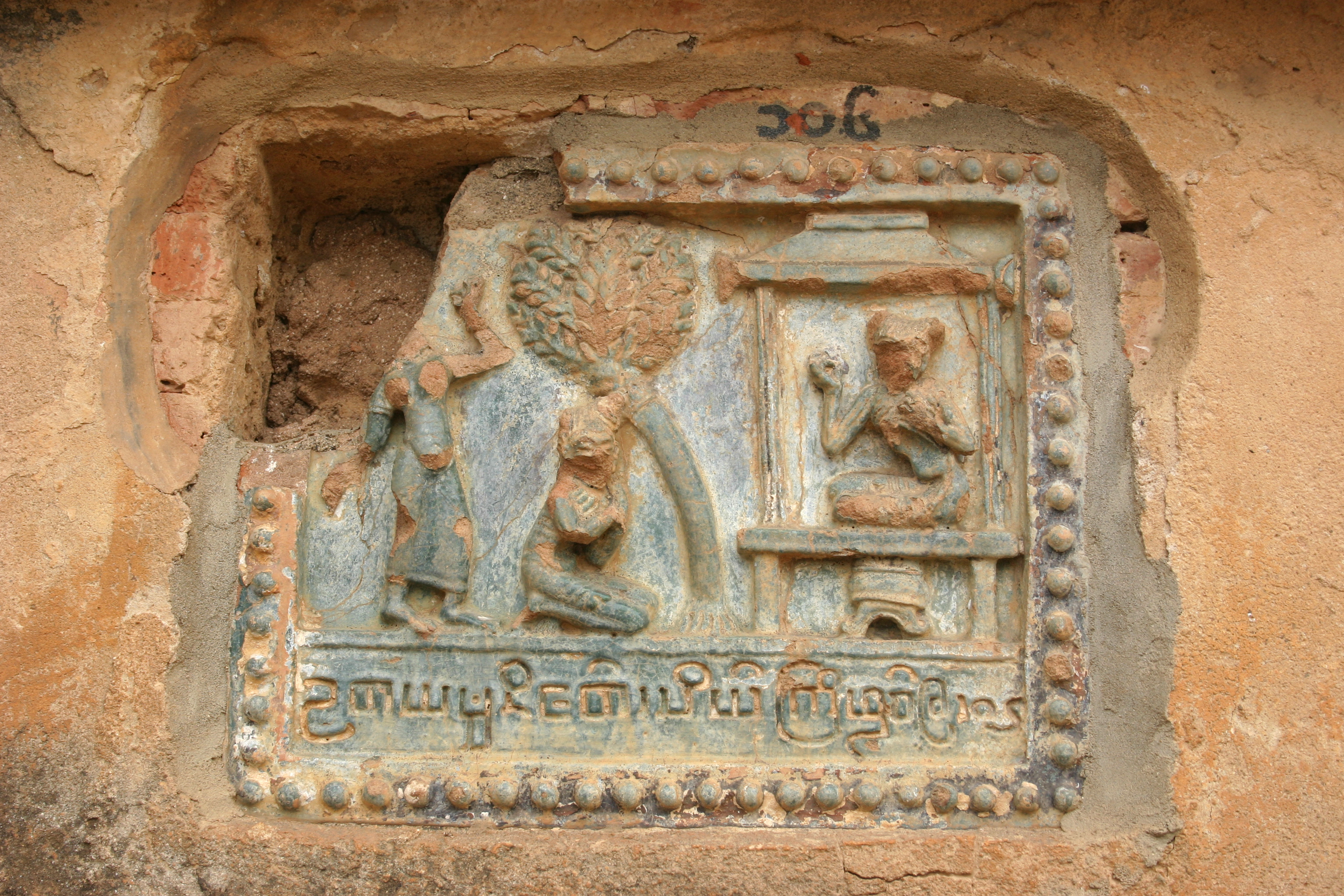
Jataka-Terrakotta

Die Mingalazedi-Pagode (burmesisch မင်္ဂလာစေတီ, sprich: mɪ̀ɴɡəlà zèdì; auch Mingalar Zedi Pagoda) ist ein buddhistischer Stupa in Bagan, Myanmar.

## Geschichte
Im Jahr 1274 begann König Narathihapate mit dem Bau, vollendet war die Pagode im Jahr 1284, wenige Jahre, bevor die Mongolen Bagan eroberten und dem Reich von Bagan sein Ende bereiteten. Mingalazedi ist somit einer der letzten Großbauten in Bagan.

## Beschreibung
Die Pagode ist aus Backsteinen erbaut. Sie ruht auf einem rechteckigen Sockel; auf allen vier Seiten führen Treppen über drei Terrassen hinauf zum Hauptstupa. Auf den Ecken der Terrassen stehen kleine Stupas. Bemerkenswert sind die unglasierten Terracotta-Tafeln mit Szenen aus den Jatakas, einer Sammlung von Legenden aus dem Leben Buddhas. Leider sind viele Tafeln abhandengekommen oder beschädigt.